# William Berger
William Berger est un acteur autrichien né le 20 juin 1928 à Innsbruck et  mort le 2 octobre 1993 à Los Angeles. Il a fait sa carrière en Italie. Il est principalement connu pour avoir joué dans le film  Sabata le rôle de Banjo, aux côtés de Lee Van Cleef.

## Mort
Il meurt d'un cancer de la prostate, le 2 octobre 1993 à 65 ans.

## Filmographie partielle
- 1965 : L'Express du colonel Von Ryan, de Mark Robson
- 1965 : Les Nuits de l'épouvante (La lama nel corpo) d'Elio Scardamaglia
- 1966 : El Cisco de Sergio Bergonzelli : El Cisco
- 1967 : Le Dernier face à face (Faccia a faccia) de Sergio Sollima
- 1967 : Le jour où les poissons sont sortis de l'eau de Michael Cacoyannis
- 1968 : Cinq Gâchettes d'or (Oggi a me... Domani a te !) de Tonino Cervi
- 1969 : La Corde au cou (Una lunga fila di croci) de Sergio Garrone
- 1969 : Sabata (Ehi amico... c'è Sabata, hai chiuso) de Gianfranco Parolini
- 1970 : Sartana dans la vallée des vautours (Sartana nella valle degli avvoltoi) de Roberto Mauri
- 1971 : Quand les colts fument... on l'appelle Cimetière (Gli fumavano le Colt... lo chiamavano Camposanto) de Giuliano Carnimeo
- 1972 : Folie meurtrière (Mio caro assassino) de Tonino Valerii
- 1973 : Le Fils de Zorro (Il figlio di Zorro) de Gianfranco Baldanello
- 1973 : Winchester, Kung-fu et Karaté (…altrimenti vi ammucchiamo) de Yeung Man Yi
- 1973 : La Vie en jeu (La vita in gioco) de Gianfranco Mingozzi : Andrea
- 1974 : Les Durs (Uomini duri) de Duccio Tessari
- 1974 : Un capitaine de quinze ans de Jesús Franco : Negoro
- 1974 : La Merveilleuse Visite de Marcel Carné
- 1976 : Keoma (Keoma il vendicatore) d'Enzo G. Castellari
- 1977 : Adios California de Michele Lupo
- 1980 : Cobra (Il giorno del cobra) d'Enzo G. Castellari
- 1982 : La Fille de Trieste (La ragazza di Trieste) de Pasquale Festa Campanile : Charly
- 1983 : Hercule (Hercules) de Luigi Cozzi
- 1983 : Hanna K. de Costa-Gavras
- 1984 : Le Monstre de l'océan rouge / Apocalypse dans l'océan rouge (Shark - Rosso nell'oceano) de Lamberto Bava
- 1985 : Tex et le Seigneur des abysses (Tex e il signore degli abissi) : Kit Carson
- 1985 : Christophe Colomb (Cristoforo Colombo), mini-série en 4 épisodes d'Alberto Lattuada
- 1988 : L'Étranger de l'espace (Fratello dello spazio) de Mario Gariazzo : Colonel Grant